# Marolče
Marolče este o localitate din comuna Ribnica, Slovenia, cu o populație de 30 de locuitori.